# Sebastião Lazaroni
Sebastião Barroso Lazaroni (Muriaé, 1950. szeptember 25. –) brazil labdarúgóedző.

## Sikerei, díjai
Flamengo
- Carioca bajnok (1): 1986

Vasco da Gama
- Carioca bajnok (2): 1987, 1988

Jokohama F. Marinos
- Japán bajnok (1): 1992

Al-Hilal
- Szaúd-arábiai bajnok (1): 1995

Brazília
- Copa América (1): 1989